# یوخاری جوره‌لی
یوخاری جوره‌لی (به ترکی آذربایجانی: Yuxarı Cürəli) یک منطقه مسکونی در جمهوری آذربایجان است که در شهرستان بیله‌سوار (جمهوری آذربایجان) واقع شده است. یوخاری جوره‌لی ۱۴۲۲ نفر جمعیت دارد.